# Sázava (ort i Tjeckien, Mellersta Böhmen)
Sázava är en stad i Tjeckien.   Den ligger i regionen Mellersta Böhmen, i den centrala delen av landet, 40 km sydost om huvudstaden Prag. Sázava ligger 291 meter över havet och antalet invånare är 3 797.
Terrängen runt Sázava är varierad. Sázava ligger nere i en dal. Runt Sázava är det ganska glesbefolkat, med 48 invånare per kvadratkilometer. Närmaste större samhälle är Benešov, 18,0 km sydväst om Sázava. I omgivningarna runt Sázava växer i huvudsak blandskog.